# Stephen Elliott (Schauspieler)
Stephen Elliott (* 27. November 1918 in New York City als Elliott Pershing Stitzel; † 21. Mai 2005 in Woodland Hills, Kalifornien) war ein US-amerikanischer Schauspieler.

## Leben
Stephen Elliott begann seine Bühnenlaufbahn 1940 in seiner Geburtsstadt New York am Neighborhood Playhouse. Nach dem Kriegsdienst gab er 1945 sein Debüt am renommierten Broadway in Shakespeares Sturm. Für seine Bühnentätigkeit erhielt er 1969 einen Drama Desk Award und war 1967 für einen Tony Award nominiert.
Obwohl Elliott bereits in frühen Jahren Arbeit bei Film und Fernsehen fand, erlangte er erst im fortgeschrittenen Alter überregionale Bekanntheit. Dabei spielte er oft negative und autoritäre Charaktere, so etwa als zwielichtiger Ölmagnat in Cutter’s Way – Keine Gnade neben Jeff Bridges und als arroganter Millionär Burt Johnson den Gegenspieler von Dudley Moore in der Oscar-prämierten Komödie Arthur – Kein Kind von Traurigkeit sowie in der Fortsetzung Arthur 2 – On the Rocks.
Daneben übernahm Elliott zahlreiche Gastrollen in Fernsehserien und Seifenopern. So spielte er Douglas Channing, den ersten Ehemann von Angela Gioberti Channing (Jane Wyman), in Falcon Crest, vier Jahre lang Scotty Demarest in Dallas (1980, 1984–1985 und 1987) und zwischen 1994 und 1999 die wiederkehrende Rolle des Richters Harold Aldrich in der Krankenhausserie Chicago Hope.
In erster Ehe war Elliott mit der Bühnenschauspielerin Nancy Chase verheiratet, mit der er eine Tochter und einen Sohn hatte. Von 1980 bis zu seinem Tod war er mit der Schauspielerin Alice Hirson verheiratet.

## Filmografie (Auswahl)
- 1971: Hospital (The Hospital)
- 1974: Barnaby Jones (Fernsehserie, eine Folge)
- 1974: Ein Mann sieht rot (Death Wish)
- 1975: Die Hindenburg (The Hindenburg)
- 1975: Der einsame Job (Report to the Commissioner)
- 1975: Columbo: Der Schlaf, der nie endet (A Deadly State of Mind, Fernsehreihe)
- 1979–1982: Quincy (Fernsehserie, zwei Folgen)
- 1980–1987: Dallas (Fernsehserie, 14 Folgen)
- 1980: Hart aber herzlich (Hart to Hart, Fernsehserie, Folge: Friedwart kennt den Mörder)
- 1981: Arthur – Kein Kind von Traurigkeit (Arthur)
- 1981: Cutter’s Way – Keine Gnade (Cutter’s Way)
- 1981–1982: Falcon Crest (Fernsehserie, neun Folgen)
- 1983: Sein Freund, der Roboter (Prototype), Fernsehfilm
- 1984: Beverly Hills Cop – Ich lös’ den Fall auf jeden Fall (Beverly Hills Cop)
- 1984: Chefarzt Dr. Westphall (St. Elsewhere, Fernsehserie, acht Folgen)
- 1985: Ein Engel auf Erden (Highway to Heaven, Fernsehserie, zwei Folgen)
- 1985: Mord ist ihr Hobby (Murder, She Wrote, Fernsehserie, Folge 1x19)
- 1986: Der Mordanschlag (Assassination)
- 1986–1988: Sledge Hammer! (Fernsehserie, eine Folge)
- 1988: Arthur 2 – On the Rocks
- 1989: Columbo: Tödliche Kriegsspiele (Grand Deceptions)
- 1990: Filofax – Ich bin du und du bist nichts (Filofax)
- 1990: Das große Erdbeben in L.A. (The Big One: The Great Los Angeles Earthquake; Fernsehfilm)
- 1991–1993: Law & Order (Fernsehserie, zwei Folgen)
- 1994–1999: Chicago Hope – Endstation Hoffnung (Chicago Hope, Fernsehserie, zehn Folgen)